# Besucherbergwerk Alaunwerk Mühlwand
Das Besucherbergwerk Alaunwerk Mühlwand ist ein Besucherbergwerk in Reichenbach im Vogtland im sächsischen Vogtlandkreis.

## Geographische Lage
Das Besucherbergwerk Alaunwerk Mühlwand befindet sich im Tal der Göltzsch zwischen Mylau und Lengenfeld. Ungeachtet seiner namensgebenden Lage unweit des Limbacher Ortsteils Mühlwand, liegt es bereits auf der Flur des Reichenbacher Ortsteils Rotschau.

## Hintergrund
Das ehemalige Alaunwerk Mühlwand war zwischen 1691 und 1827 in Betrieb und beschäftigte zeitweise bis zu 30 Arbeiter. Nach seiner Schließung ruhten alle Aktivitäten, das alte Alaunwerk schien in Vergessenheit zu geraten. Erst infolge eines Unwetters im Juli 1954 brachen durch den enormen Wasserdruck die alten Stollen wieder auf. Das ausgespülte Verbauholz und farbige Tropfsteine wiesen auf die alte Stollenanlage. Bereits ein Jahr später wurde das Alaunwerk zum Naturdenkmal erklärt. Von 1957 bis 1960 erkundeten interessierte Rotschauer Bürger Abschnitte des Stollensystems. Sie entdeckten zahlreiche Grotten, farbenprächtige Tropfsteine und teilweise verschüttete Stollen. Pläne zur Errichtung einer Talsperre verhinderten 1960 zunächst alle weiteren Ausgrabungen. Erst 1994 konnte die erneute Suche nach verschütteten Stollen und Höhlen neu und erfolgreich aufgenommen werden. Am 22. September 2001 wurde schließlich das Alaunwerk Mühlwand allen Besuchern zugänglich.

## Daten und Zahlen zum Bergwerk

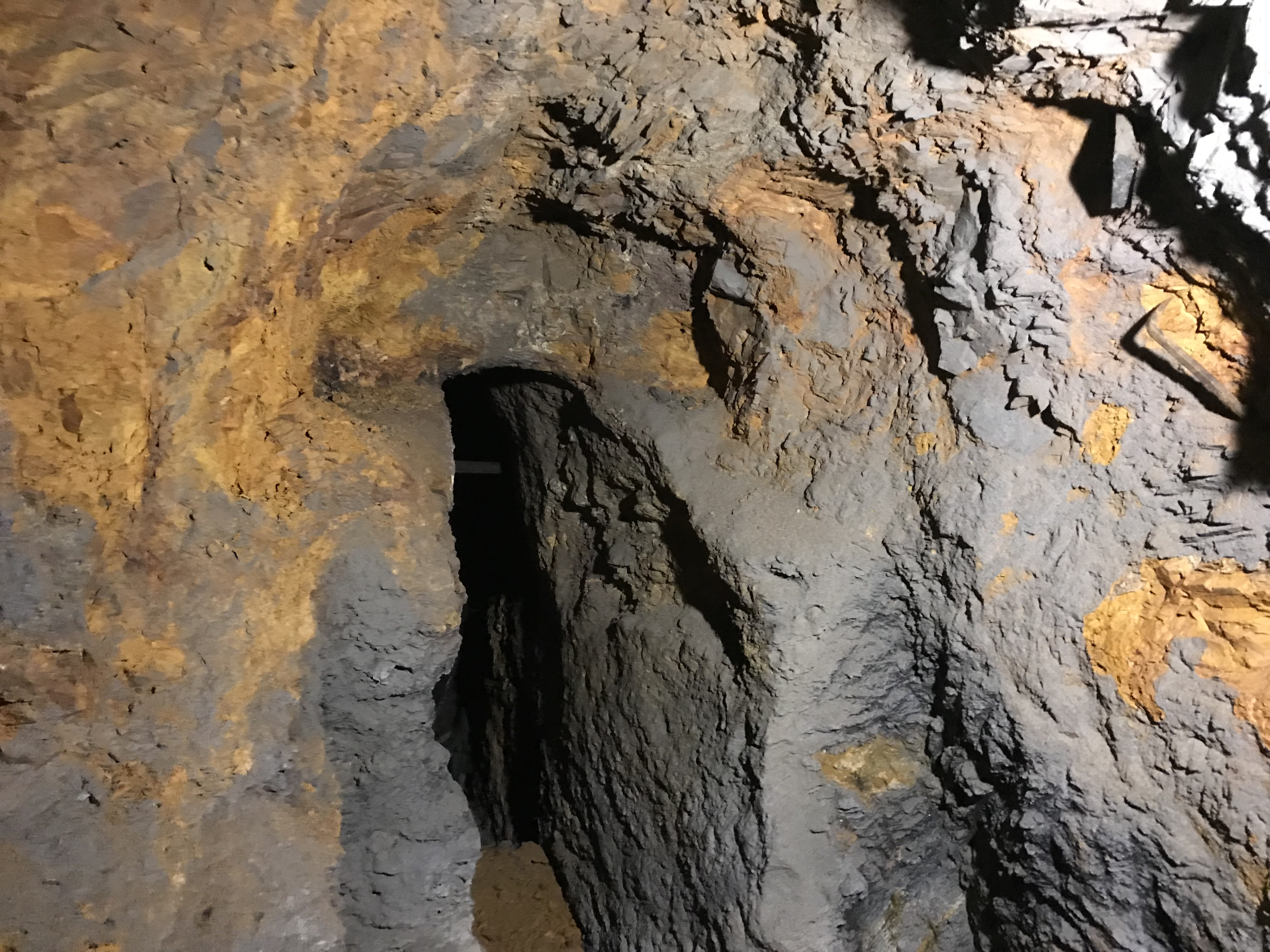
Stollen im Besucherbergwerk

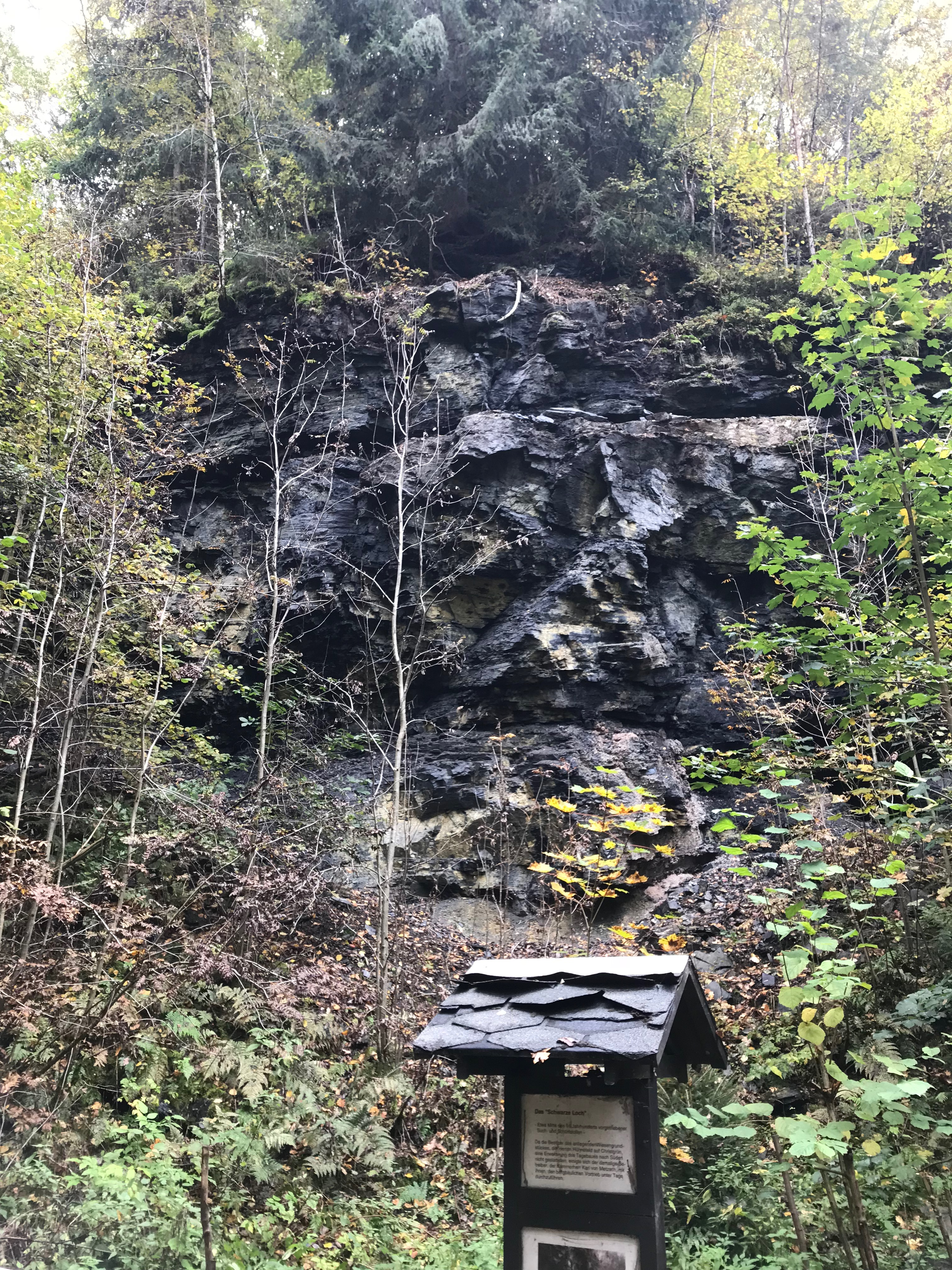
Ehemaliger Tagebau Alaunschiefer in Mühlwand (Vogtland)

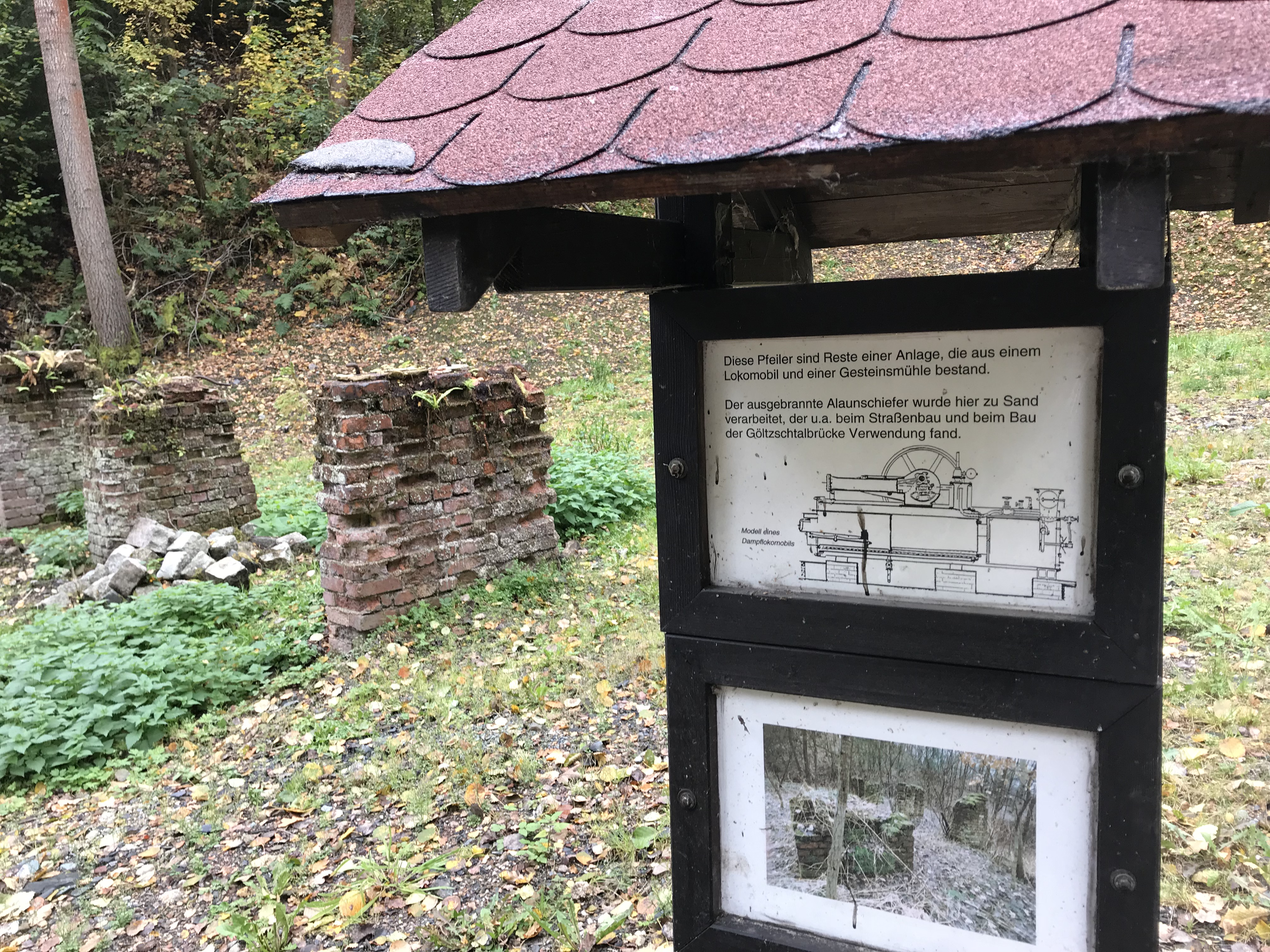
Fundament des ehemaligen Lokomobile

Im Jahre 1691 begannen erste Grabungen durch Bergmeister P. Döhring. Schon im August 1691 wurden die ersten 3 Gruben erschlossen. Am Ufer der Göltzsch errichtete man ein erstes Siedehaus, welches bis 1799 stand. Dessen Bezeichnung 'die Hütt' hat sich bis heute im Volksmund als Begriff für die Umgebung erhalten. Neben der Siedeanlage beherbergte es als Huthaus auch die Bergwerks-Gerätschaften, Meß- und Verpackungseinrichtungen für Alaun, einen Schreibtisch und diente auch als Unterkunft für Bergleute. Von 1691 bis 1724 betrug der Abbau 10539 ½ Zentner Alaun die gesotten und verkauft wurden. Von 1699 bis 1705 wurde der Zwanzigste (Steuern) nicht bezahlt, deshalb beliefen sich die Schulden bis 1200 Taler. Der Reichenbacher Handelsmann Johann Malß kaufte im Jahre 1719 das Werk für 3100 Taler. Aber schon 1722 meldete er es nach Streitsachen wieder ab.
Ab 1703 wurde in der Hütte auch Bier ausgeschenkt, zunächst nur an die Bergleute, immer mehr aber auch schon an Gäste und Besucher, lag doch das Werk verkehrsgünstig an der alten Heeres- und Reichsstraße von Leipzig und Chemnitz nach Süddeutschland. Die Braukommune in Reichenbach beschwerte sich 1714 bei dem Bergamt zu Voigtsberg, dass das Werk, als Eigentum Reichenbacher Bürger lediglich in Reichenbach gebraute Biere zu verkaufen habe, nicht aber fremde Biere, insbesondere keine Getränke aus Mylau, auf denen nur die halbe Trinksteuer und Accis zu entrichten sei. Das Bergamt stellte fest, dass Biere aus Netzschkau, Lengenfeld, Treuen, Neumark und Mylau nicht als fremde Biere zu betrachten, sind und infolge ihrer Lage zum Werk ausgeschenkt werden können.
Zwischen 1725 und 1729 ruhte der Abbau, wegen Streitigkeiten unter den Müllerschen Erben und Verkaufsabsichten. Der folgende Besitzer war ab 1738 der Kammerherr Karl von Metzsch auf Reichenbach, Friesen und Brunn. Er kaufte für 2700 Taler das Werk. Im Siebenjährigen Krieg von 1756 bis 1763 ruhte der Abbau ebenfalls. Umliegende Bewohner versteckten ihr Hab und Gut in dem Bergwerk, um es vor marodierenden Söldnern zu retten. Verschiedene private Eigentümer schlugen sich immer wieder mit naturgegebenen und bürokratischen Widrigkeiten herum. Sie überließen das Alaunwerk 1765 dem Staat. Es wurde ein „kurfürstlich“- bzw. „königlich-sächsisch“Bergwerk. Der Kurfürst Friedrich August I. besuchte sein Bergwerk im Januar 1769. Bei der Übergabe des Werkes in Staatsbesitz anno 1765 war das Betriebsergebnis bescheiden. Als Ursachen wurden neben zu harten Gestein im Bereich der erschlossenen Gruben auch veraltete und z. T. baufällige Ausstattungen genannt.
Die beginnende Industrialisierung im 18. Jahrhundert ließ den Bedarf an Alaun stark ansteigen. Wenn auch jetzt die Schwefelsäure das Alaun aus der Textil- und Papierbranche verdrängte, so war zu ihrer Herstellung doch wieder Alaun erforderlich. So entschloss man sich frühzeitig zur technischen Erneuerung des Alaunwerkes. Dazu errichtete man ab 1799 ein neues, größeres Siedehaus anstelle der alten Hütte. In ihr wurde eine technisch beeindruckende, komplexe Siedeanlage eingebaut. Gleichzeitig mit dem Hüttenneubau wurde auch die alte Straßenbrücke über die Göltzsch, die Eger'sche Brücke, verstärkt und erhielt damit im Wesentlichen ihr heutiges Aussehen. Hüttenbau und Brückenbau verschlangen 650 bzw. 81 Taler.
Problematisch war die Erweiterung des Bergwerkes selbst. Eine Erweiterung des Tagesbaues war nicht möglich, da dieser bereits an die Grundstücksgrenzen der Flächen des Herrn von Hühnefeld stieß, welcher seine Weiden gefährdet sah und prozessierte. Der alte Stollen, dessen Mundloch sich heute auf einem Privatgrundstück befindet, lag nicht tief genug, um einen größeren Grubenbau vollständig entwässern zu können, deshalb trieb man um 1800 einen neuen, etwa 100 m langen Entwässerungsstollen in südwestlicher Richtung. Teilweise verläuft dieser Stollen, auch „Tiefer Stollen“ genannt, parallel zur Fahrbahn unter der Straße Richtung Reichenbach und entwässert noch heute das Bergwerk.
Die künstliche und preiswertere Herstellung von Alaun wirkte sich nachhaltig auf die Wirtschaftlichkeit aus. Die Abbaumenge schwankte erheblich. Der Staat entschloss sich daraufhin, dass Bergwerk zu schließen. Dies erfolgte ab 1826 und war bereits ein Jahr später abgeschlossen. Alle Teile wurden abgebaut und eingeschmolzen. Von 1846 bis 1851 wurde ein Teil der Abraumhalden abgetragen, zu Sand gemahlen und unter anderem für den Bau der Göltzschtalbrücke benutzt. Kurzen wirtschaftlichen Aufschwung erfuhr das Gebiet durch die Errichtung eines Sandwerkes durch Franz Leksa. Er errichtete 1914 ein Dampflokomobile und betrieb damit eine Gesteinsmühle. Es verblieben nur wenige roten Halden und Reste davon sind heute bewachsen und unkenntlich.

## Erste Wiederentdeckung in den 1950ern
Im verheerenden Hochwasser vom 6. und 7. Juli 1954 wurden die Binge und der ehemalige Stollen durch die starken Niederschläge überschwemmt. In dem tief liegenden Tagebau wurde schließlich der aufgestaute Wasserdruck so groß, dass es die verschlossenen Entwässerungs-Stollen durchschlug. Dieses Ereignis legte eine mit Tropfsteinen versehene Höhle frei. Im Jahr 1955 ereignete sich ein weiteres Hochwasser, dabei wurden farbige Tropfsteine ans Tageslicht gespült und gaben Grund zur Vermutung, dass es weitere Sinterbildungen in der Tiefe geben könnte.
1957 begann unter Beteiligung von Interessierten der Natur- und Heimatgeschichte zusammen mit dem Naturschutzbeauftragten und Museumsleiter von Mylau, Erich Voigt sowie des Rotschauer Bürgers Paul Dietzsch die Öffnung, Erkundung und Sicherung der Grotten und Stollen des Bergwerkes. Die Leitung dieser Aktivitäten übernahm der Kulturbund des Kreises Reichenbach. Durch einen geplanten Talsperrenbau bei Mylau kamen die Arbeiten zunehmend in Konflikt mit öffentlichen Stellen. Dadurch kam es auf Betreiben des Rates des Kreises Reichenbach zur Verfügung, das Bergwerk bis zum Frühjahr 1967 zu schließen. Der Talsperrenbau sollte in den Jahren 1972/1973 durchgeführt und diese 1977 in Betrieb genommen werden. Dieses wasserwirtschaftliche Vorhaben wurde jedoch nicht realisiert.

## Entstehung des Besucherbergwerkes

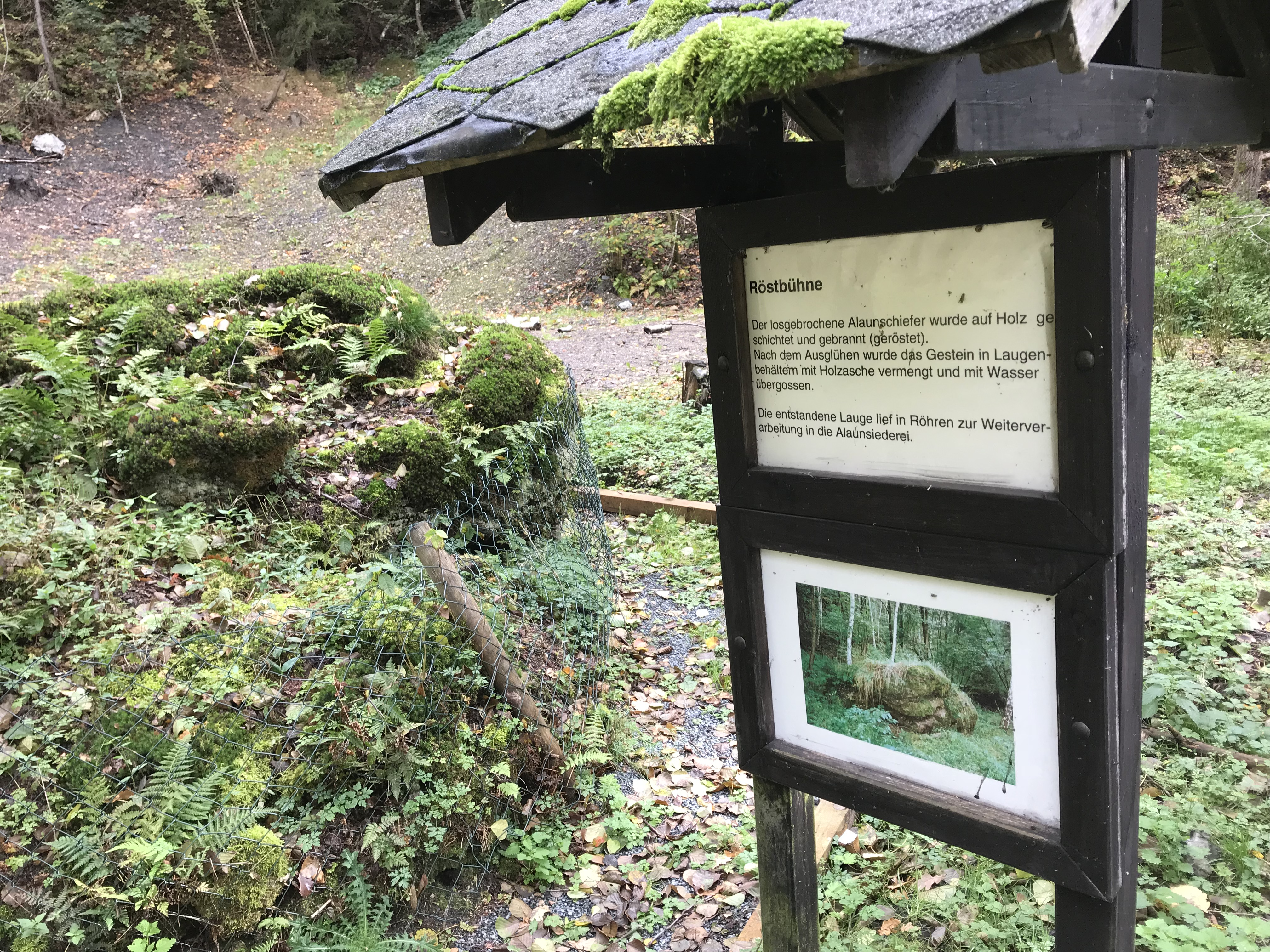
Röstbühne im Besucherbergwerk

Mit dem Beitritt der DDR zur Bundesrepublik Deutschland im Jahre 1990 ergaben sich auch neue Chancen für das fast vergessene Alaunwerk. Bei einem ersten Rundgang von Heimatfreunden mit dem BUND-Vorsitzenden Viebahn 1991 zeigte sich das Gelände völlig verwildert und verändert. Keine Wege, keine Freiflächen, nirgends Spuren der einstigen Bergwerkseingänge. Nichts deutete auf sehenswerte Besonderheiten hin. Nur wenige Zeitzeugen konnten ungefähre Hinweise geben. An eine Erschließung war nicht zu denken.
Doch die ab 1990 hohe Arbeitslosigkeit ermöglichte auch erste Maßnahmen zur Erkundung und Erschließung des Natur- und Kulturdenkmals. Die ABS GmbH (später GZA), eine aus den Renak-Werken ausgegründete Beschäftigungsgesellschaft, organisierte 1994 die ersten Projekte. Nach Recherchen in Archiven und Bibliotheken, nach Gesprächen mit Zeitzeugen und ersten Sondierungen im Gelände zeichnete sich bald das Bild eines umfangreichen Bergwerkes ab, was auszubauen eine lohnende Sache wäre.
Frauen und Männer in sogenannten Arbeitsbeschaffungsmaßnahmen (ABM) mussten zunächst das Gelände rekultivieren: Müll beseitigen, Gestrüpp auslichten, Zufahrten und Fußwege anlegen. Bald verwandelte sich das ehemalige Alaunwerk zu einem parkähnlichen Gelände. Auf Rundwegen und auf Tafeln konnten nun Besucher die obertägigen Besonderheiten kennen lernen.
Im Frühsommer 1995 ging man schließlich daran, die vermuteten Bergwerkszugänge zu suchen. Man legte zunächst den Stolleneingang frei und anschließend die große Tropfsteingrotte. Das zuständige Bergamt und eine Sicherheitsfirma gaben erste Gutachten ab: deren Ergebnis waren vielversprechend. Doch die Gesellschaft, unter deren Leitung die Arbeiten bisher standen, konnte keine längerfristige Perspektive für den untertägigen Ausbau sicherstellen.
Mit einem 1998 gegründeten Förderverein war ein Träger für den weiteren Ausbau des Bergwerkes gefunden. Nun konnten die komplizierten unterirdischen Arbeiten beginnen: das Ausräumen des weitgehend verschlämmten Stollensystems. Mit Schaufeln, Eimern und Schubkarren legten die Helfer Gänge und Schächte frei, legten Stromleitungen, bauten Verzimmerungen ein und Trittstege. Einen bedauerlichen Rückschlag – bis heute – bildete der Verbruch des Zuganges zur großen Tropfsteingrotte. Am 21. September 2001 wurde das Besucherbergwerk eröffnet.

## Großer Rückschlag und Rettung

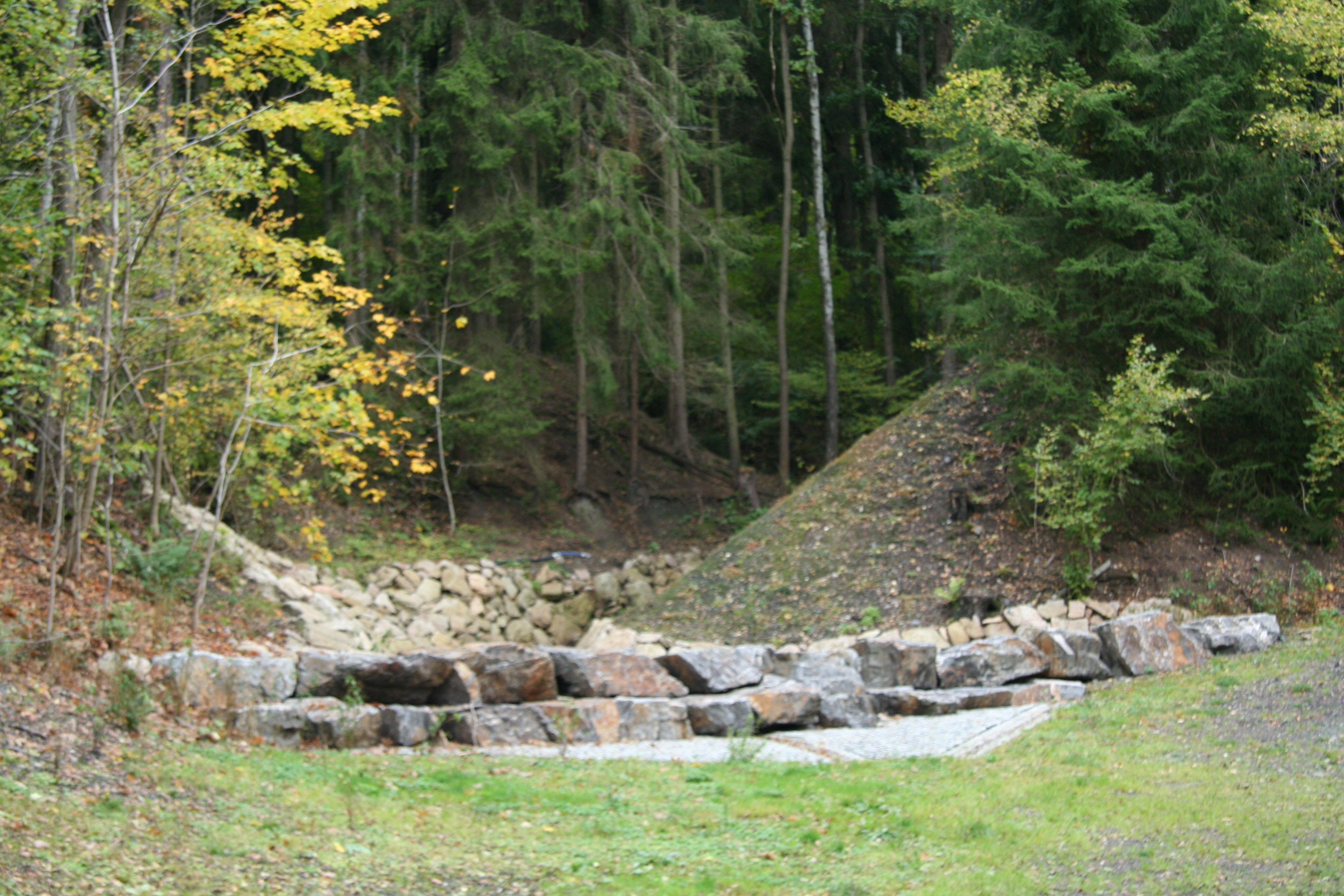
Außenanlage Mühlwand

Im Mai und Juni 2013 kam es in Folge des Jahrhunderthochwassers zur Überflutung des Bergwerkes und der Außenanlagen. Das in vielen Jahren gepflegte Besucherbergwerk war nicht mehr zu retten. Durch großzügig zur Verfügung gestellte Fördermittel konnte es beräumt werden. Die Aufräumarbeiten dauerten bis ins Jahr 2017. Die Außenanlagen wurden zum Teil neu gestaltet.
Am 7. Oktober 2017 konnte das Besucherbergwerkes durch den Reichenbacher Oberbürgermeister Raphael Kürzinger wieder feierlich eröffnet werden.